# 쿠타 조건
쿠타 조건(Kutta condition)은 마르틴 빌헬름 쿠타가 제시한 유체역학의 조건이다.
날개 뒷면이 충분히 날카로우면 날개 뒤쪽 끝에 국소 유속이 0인 정체점이 항상 생긴다.

## 같이 보기
- 쿠타-주콥스키 정리